# Sylvia Lâm Thụy Liên
Sylvia Lâm Thụy Liên (tiếng Trung: 林瑞莲; bính âm: Lín Ruì Lián), phiên âm Latin: Lim Swee Lian Sylvia, sinh ngày 28 tháng 3 năm 1965) hiện là Chủ tịch của Đảng Công nhân Singapore. Bà là giảng viên ngành Luật kiêm Giám đốc Trung tâm Đào tạo và Giáo dục sau đại học của Học viện Bách khoa Temasek của Singapore. Bà là đại biểu không thông qua bầu cử (Non-Constituent Member of Parliament - NCMP) duy nhất của Quốc hội Singapore hiện nay.

## Tiểu sử
Sau khi hoàn tất chương trình trước Đại học tại Học viện Sơ cấp Quốc gia, bà Lâm theo học khoa Luật của Đại học Quốc gia Singapore và tốt nghiệp Cử nhân loại ưu. Bà lấy bằng Thạc sĩ Luật tại Đại học Luân Đôn năm 1989 và được mời vào Singapore Bar năm 1991. Trong thời gian học đại học và cao học, bà Lâm tham gia hoạt động tình nguyện tại Hiệp hội Trẻ em mắc chứng liệt co cứng, Đội quân cứu tế vì nhà ở cho người cao tuổi và Khoa Bệnh viện trường Đại học (Luân Đôn). Ngoài ra bà còn làm công tác biên tập tình nguyện cho Kế hoạch Hỗ trợ Pháp lý cho tội phạm của Hội luật gia sau đó.
Năm 1991, bà Lâm gia nhập lực lượng Cảnh sát Singapore với chức vụ Thanh tra cảnh sát. Bà đảm đương công tác thanh tra - bao gồm cả giám sát - tại Tổng hành dinh của Cảnh khu Trung ương trong vòng ba năm. Sau đó bà trở thành nhân viên tham mưu của Giám đốc Cục điều tra Tội phạm.
Năm 1994 bà Lâm rời khỏi ngành cảnh sát và trở lại hoạt động trong lĩnh vực luật tư nhân, thành lập công ty M/s Lim & Lim. Từ năm 1994 đến 1998 bà tham gia xử lý các vụ kiện trong cả hai lĩnh vực dân sự và hình sự tại tòa án Tối cao, Tòa án cấp thấp và cả Tòa án dành cho trẻ vị thành niên.
Sau đó, bà Lâm tham gia công tác giảng dạy tại Trường Bách nghệ Temasek vào năm 1998 tại vị trí của một giảng viên với chứng chỉ Luật và Quản lý, đồng thời bà cũng là Giám đốc của Trung tâm Đào tạo và Giáo dục sau đại học tại Trường Kinh tế thuộc Trường Bách nghệ Temasek. Lĩnh vực nghiên cứu và giảng dạy chủ đạo của bà là thủ tục dân sự và hình sự, công bằng cho tội phạm và an ninh cá nhân. Trong thời gian công tác tại Trường Bách nghệ Temasek, bà Lâm đã tham gia biên soạn chương "thủ tục hình sự" (Criminal Procedure) trong tác phẩm "Luật của Singapore" (Halsbury's Laws of Singapore) (2003), một sách tham khảo dành cho các luật sư đang hành nghề. Bà cũng xuất bản nhiều công trình nghiên cứu về an ninh cá nhân tại Singapore.
Từ tháng 3 năm 2006, Trường Bách nghệ Temasek thay đổi chính sách, điều này giúp cho bà Lâm không cần phải rời bỏ vị trí giảng viên của mình khi bà tham gia tranh cử vào cùng năm đó.

## Sự nghiệp chính trị và cuộc bầu cử năm 2006
Bà Lâm gia nhập Đảng Công nhân Singapore năm 2002 và hiện nay là Chủ tịch của Đảng.
Ngày 27 tháng 4 năm 2006, trong cuộc Tổng tuyển cử Singapore năm 2006, bà Lâm lãnh đạo một nhóm năm đảng viên Đảng Công nhân Singapore tham gia tranh cử tại Aljunied Group Representation Constituency (GRC), đối đầu trực tiếp với nhóm tranh cử của Đảng Nhân dân hành động do Bộ trưởng ngoại giao George Dương Vinh Văn đứng đầu. Đây cũng là lần tham gia tranh cử đầu tiên của Lâm Thụy Liên. Trong đợt tranh cữ này, nhóm của bà Lâm giành được 43,9% số phiếu và trở thành ứng viên đối lập giành nhiều phiếu nhất trong cuộc tổng tuyển cử. Chính vì vậy Đảng Công nhân Singapore giành được 1 ghế đại biểu nghị viện không qua ứng cử (Non-Constituency Member of Parliament - NCMP) dành cho "ứng viên đối lập giành nhiều phiếu nhất" và quyết định chọn bà Lâm vào vị trí này.

## Tư tưởng triết học
Trước việc đảng Nhân dân hành động cầm quyền giành được 75% số phiếu bầu trong cuộc Tổng tuyển cử năm 2001 tại Singapore, bà Lâm bày tỏ quan ngại của mình về việc, trừ phi những người đáng tin cậy đứng ra ứng cử, số phận của các đảng đối lập sẽ vô cùng bấp bênh. Theo bà, đảng đối lập có vai trò giám sát các chính sách của đảng cầm quyền với tinh thần xây dựng và yêu cầu chính phủ giải trình rõ ràng về những chính sách sẽ gây ảnh hưởng đến dân chúng.